# Francesco Accarigi
Francesco Accarigi (Ancona, 1550 – Pisa, 4 ottobre 1622) è stato un giurista italiano noto per aver insegnato nell'università di Pisa e di Siena.

## Biografia
Francesco Accarigi nacque in Ancona verso il 1550. Da giovane fu inviato a formarsi presso lo Studio di Siena dove conobbe insegnanti come Girolamo Benvoglienti e Celso Bargagli. Sempre a Siena si laureò in legge il 12 giugno 1580 e nove anni dopo ottenne la cattedra di diritto civile. Nel 1593, a causa della morte del professor Bargagli, gli fu concessa la "cattedra ordinaria di legge" che tenne per vent'anni.
In questi anni fondò nella città toscana l'Accademia degli Affilati; nel 1613 viaggiò a Parma e poi si stabilì all'università di Pisa dove insegnò diritto fino alla morte avvenuta il 4 ottobre 1622. Fu sepolto a Pisa presso la chiesa di San Domenico.